# Абрамова, Зоя Фёдоровна
Зоя Фёдоровна Абрамова (20 января 1924, Москва — неизвестно) — советская и российская архитектор и певица.

## Биография
Родилась 20 января 1924 года в Москве. В 1948 году окончила Московский архитектурный институт.
С 1949 года работала в Метропроекте. В составе авторского коллектива принимала участие в проектировании и строительстве станции метро «Белорусская» Кольцевой линии. В 1954 году вступила в Союз архитекторов СССР.
С 1954 года работала в Моспроекте. Занималась проектированием и строительством жилых домов на Нижегородской улице. Затем работала в Моспроекте-2 под руководством В. С. Егерева. В составе авторских коллективов спроектировала и построила здание ТАСС на площади Никитские Ворота, музыкальное училище имени Гнесиных на Поварской улице, 16-этажный дом ЖСК ГАБТ и другие объекты.
В 1976—1980 годах под руководством Б. И. Тхора занималась проектированием крытого стадиона «Олимпийский». В 1981—1984 годах проектировала комплекс зданий Академии общественных наук на юго-западе Москвы.
В 1984 годах вышла на пенсию. До 1993 года работала экскурсоводом в бюро путешествий, осуществлявшем автобусные экскурсии в старинные русские города.
Ещё в студенческие годы З. Ф. Абрамова начала заниматься в вокальном кружке Н. М. Малышевой. Вместе с ней там занималась И. К. Архипова, ставшая в дальнейшем Народной артисткой СССР. Уже работая архитектором, З. Ф. Абрамова получила музыкальное образование. С 1954 года на протяжении 20 лет участвовала в самодеятельном сатирическом музыкальном ансамбле «Рейсшинка». Позднее пела в составе оперных коллективов ЦДКЖ и ДК имени Чкалова. Исполняла партии Микаэлы в опере «Кармен», Элеоноры в «Трубадуре», Аиды в одноимённой опере и другие. Затем З. Ф. Абрамова стала солисткой музыкально-литературной студии «Орфей» при Центральном доме архитектора (ЦДА). В 1999 году в большом зале ЦДА состоялся её творческий концерт.

Реализованные проекты
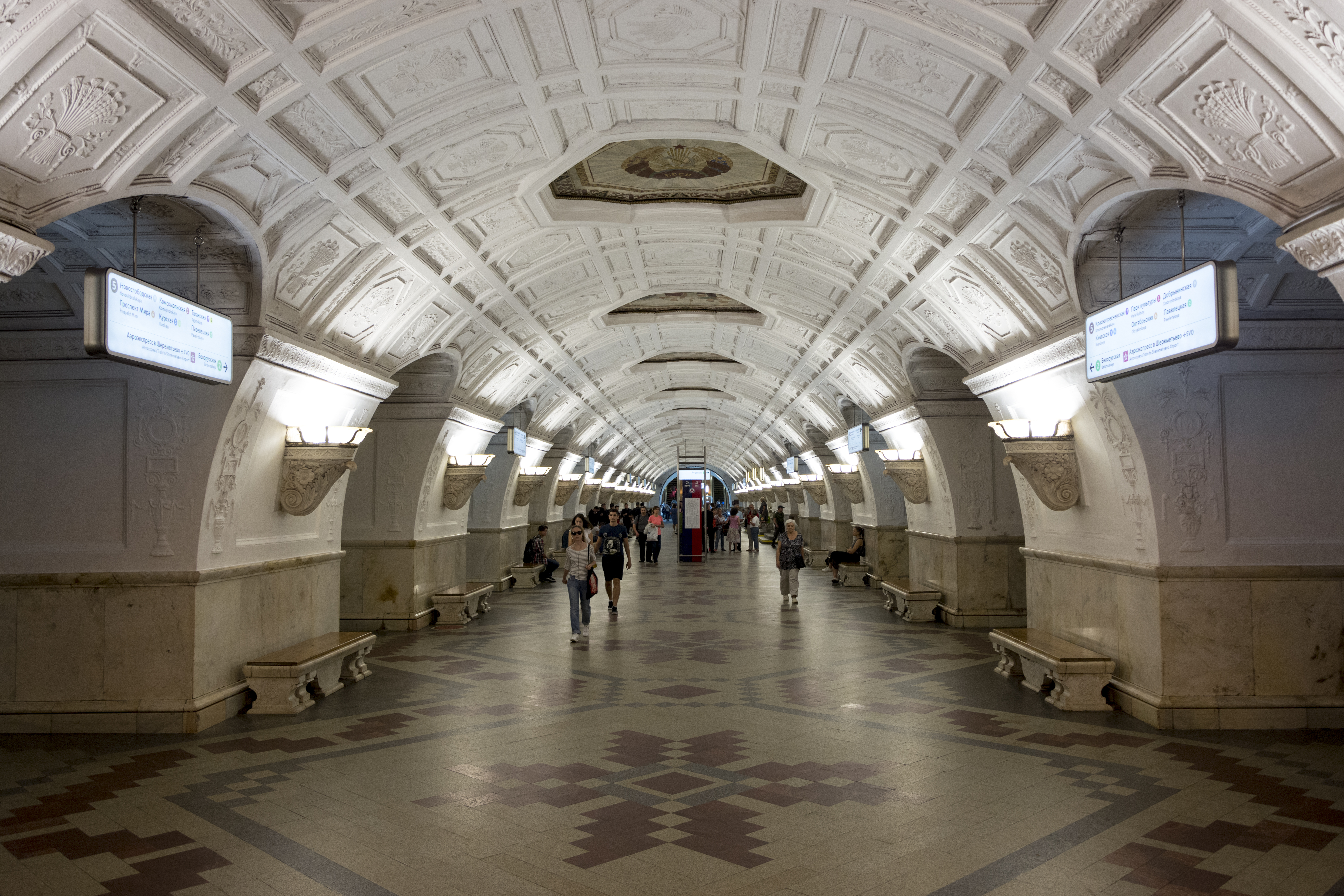
Станция метро «Белорусская»
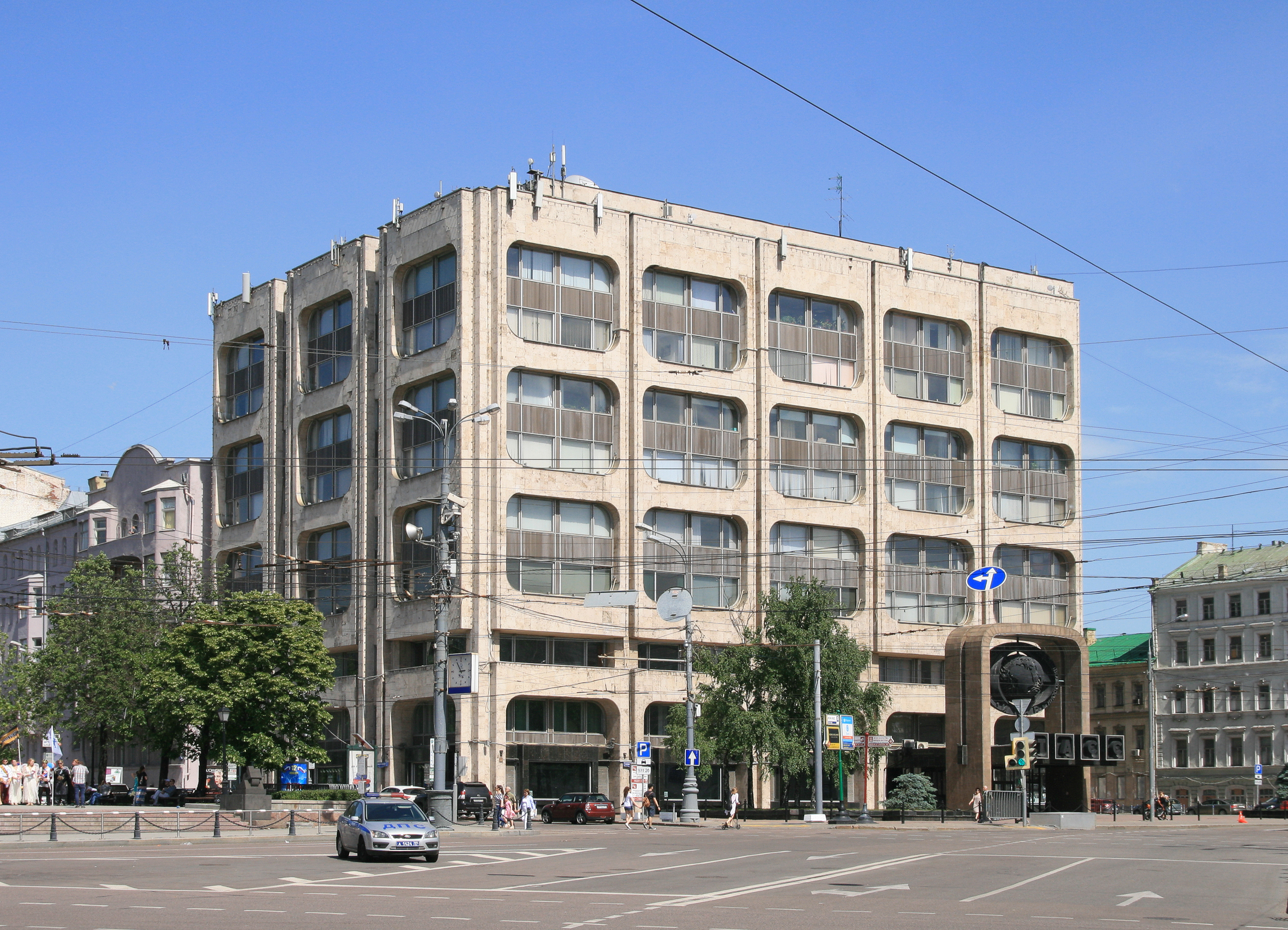
Здание ТАСС
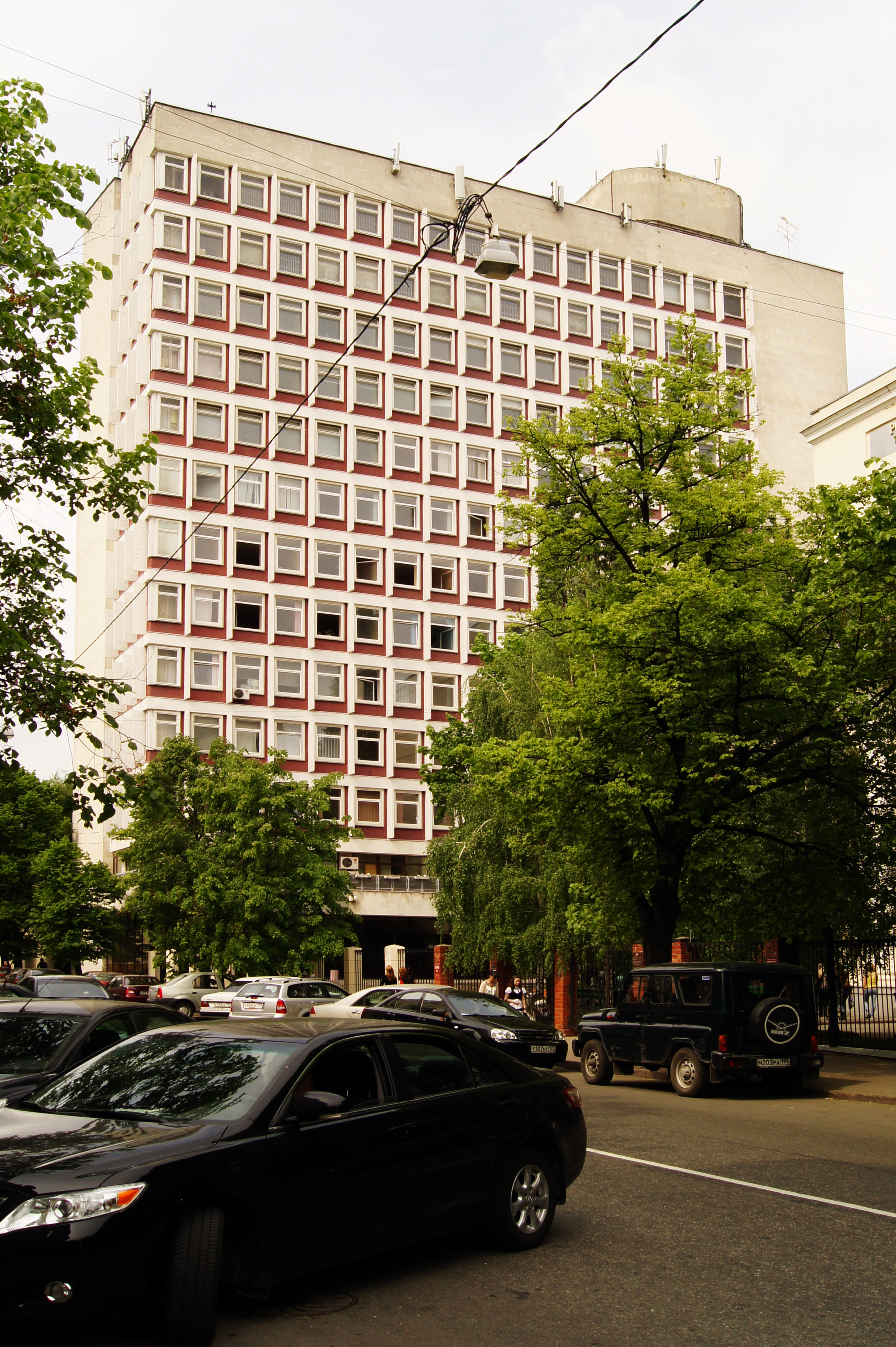
Училище имени Гнесиных

## Сочинения
- З. Абрамова. Государственное музыкальное училище имени Гнесиных // Архитектура Москвы — 75. — М.: Московский рабочий, 1975. — С. 61.